# Stéphane Chapuisat
Stéphane Chapuisat (Losanna, 28 giugno 1969) è un allenatore di calcio ed ex calciatore svizzero, di ruolo attaccante.
Figlio dell'ex calciatore e allenatore elvetico Pierre-Albert, Stéphane Chapuisat segnò 21 gol in 103 partite con la maglia della Svizzera e prese parte al campionato del mondo 1994, al campionato d'Europa 1996 e al campionato d'Europa 2004.

## Carriera
Chapuisat cominciò la sua carriera professionistica nel Losanna nel 1987; nel 1991 si trasferì al Bayer Uerdingen in Bundesliga, prima di approdare nel Borussia Dortmund. Rimase a Dortmund fino al 1999, quando si fece ritorno in Svizzera, al Grasshoppers, in cui giocò per tre anni. Nel 2002 fu ceduto a un'altra squadra di Lega Nazionale A, lo Young Boys, prima di trasferirsi alla squadra della sua città natale, il Losanna, in Challenge League. Terminò la sua carriera agli inizi del 2006, dopo l'esperienza nelle file del Losanna.
Vinse la Champions League con il Borussia Dortmund nell'edizione 1996-1997. Fu votato giocatore svizzero dell'anno per quattro volte, nel 1992, nel 1993, nel 1994 e nel 2001. Mise a segno 106 gol in 226 match di Bundesliga col Borussia Dortmund. Con Giovane Élber, Aílton, Claudio Pizarro e Robert Lewandowski è uno dei cinque calciatori stranieri ad aver segnato più di 100 gol nella massima serie tedesca. Nel novembre del 2003, nei festeggiamenti per il 50º anniversario della UEFA, fu nominato Golden Player dalla federazione calcistica elvetica, come più forte giocatore svizzero dei precedenti 50 anni.
Si è ritirato nel 2006 dopo oltre 600 presenze e circa 300 marcature tra i professionisti.

## Palmarès

### Club

#### Competizioni nazionali
- Campionato tedesco: 2

Borussia Dortmund: 1994-1995, 1995-1996
- Supercoppa di Germania: 2

Borussia Dortmund: 1995, 1996
- Campionato svizzero: 1

Grasshoppers: 2000-2001

#### Competizioni internazionali
- UEFA Champions League: 1

Borussia Dortmund: 1996-1997
- Coppa Intercontinentale: 1

Borussia Dortmund: 1997

### Individuale
- Capocannoniere del Campionato svizzero: 2

2000-2001 (21 reti, a pari merito con Christian Giménez), 2003-2004 (24 reti)
- Golden Player dell'ASF (2004)

## Statistiche

### Cronologia presenze e reti in nazionale
| Cronologia completa delle presenze e delle reti in nazionale ― Svizzera | Cronologia completa delle presenze e delle reti in nazionale ― Svizzera | Cronologia completa delle presenze e delle reti in nazionale ― Svizzera | Cronologia completa delle presenze e delle reti in nazionale ― Svizzera | Cronologia completa delle presenze e delle reti in nazionale ― Svizzera | Cronologia completa delle presenze e delle reti in nazionale ― Svizzera | Cronologia completa delle presenze e delle reti in nazionale ― Svizzera | Cronologia completa delle presenze e delle reti in nazionale ― Svizzera |
| Data                                                                    | Città                                                                   | In casa                                                                 | Risultato                                                               | Ospiti                                                                  | Competizione                                                            | Reti                                                                    | Note                                                                    |
| ----------------------------------------------------------------------- | ----------------------------------------------------------------------- | ----------------------------------------------------------------------- | ----------------------------------------------------------------------- | ----------------------------------------------------------------------- | ----------------------------------------------------------------------- | ----------------------------------------------------------------------- | ----------------------------------------------------------------------- |
| 21-6-1989                                                               | Basilea                                                                 | Svizzera                                                                | 1 – 0                                                                   | Brasile                                                                 | Amichevole                                                              | -                                                                       | 62’                                                                     |
| 20-9-1989                                                               | Neuchâtel                                                               | Svizzera                                                                | 1 – 2                                                                   | Portogallo                                                              | Qual. Mondiali 1990                                                     | -                                                                       |                                                                         |
| 11-10-1989                                                              | Basilea                                                                 | Svizzera                                                                | 2 – 2                                                                   | Belgio                                                                  | Qual. Mondiali 1990                                                     | -                                                                       | 79’                                                                     |
| 31-3-1990                                                               | Basilea                                                                 | Svizzera                                                                | 0 – 1                                                                   | Italia                                                                  | Amichevole                                                              | -                                                                       |                                                                         |
| 3-4-1990                                                                | Losanna                                                                 | Svizzera                                                                | 2 – 1                                                                   | Romania                                                                 | Amichevole                                                              | -                                                                       | 70’                                                                     |
| 8-5-1990                                                                | Berna                                                                   | Svizzera                                                                | 1 – 1                                                                   | Argentina                                                               | Amichevole                                                              | -                                                                       | 53’                                                                     |
| 2-6-1990                                                                | San Gallo                                                               | Svizzera                                                                | 2 – 1                                                                   | Stati Uniti                                                             | Amichevole                                                              | -                                                                       | 46’                                                                     |
| 21-8-1990                                                               | Vienna                                                                  | Austria                                                                 | 1 – 2                                                                   | Svizzera                                                                | Amichevole                                                              | -                                                                       | 76’                                                                     |
| 12-9-1990                                                               | Ginevra                                                                 | Svizzera                                                                | 2 – 0                                                                   | Bulgaria                                                                | Qual. Euro 1992                                                         | -                                                                       | 60’                                                                     |
| 17-10-1990                                                              | Glasgow                                                                 | Scozia                                                                  | 2 – 1                                                                   | Svizzera                                                                | Qual. Euro 1992                                                         | -                                                                       |                                                                         |
| 14-11-1990                                                              | Serravalle                                                              | San Marino                                                              | 0 – 4                                                                   | Svizzera                                                                | Qual. Euro 1992                                                         | 1                                                                       |                                                                         |
| 19-12-1990                                                              | Stoccarda                                                               | Germania                                                                | 4 – 0                                                                   | Svizzera                                                                | Amichevole                                                              | -                                                                       | 68’                                                                     |
| 1-5-1991                                                                | Sofia                                                                   | Bulgaria                                                                | 2 – 3                                                                   | Svizzera                                                                | Qual. Euro 1992                                                         | -                                                                       | 46’                                                                     |
| 5-6-1991                                                                | San Gallo                                                               | Svizzera                                                                | 7 – 0                                                                   | San Marino                                                              | Qual. Euro 1992                                                         | -                                                                       |                                                                         |
| 21-8-1991                                                               | Praga                                                                   | Cecoslovacchia                                                          | 1 – 1                                                                   | Svizzera                                                                | Amichevole                                                              | -                                                                       | 67’                                                                     |
| 11-9-1991                                                               | Berna                                                                   | Svizzera                                                                | 2 – 2                                                                   | Scozia                                                                  | Qual. Euro 1992                                                         | 1                                                                       | 74’                                                                     |
| 9-10-1991                                                               | Lucerna                                                                 | Svizzera                                                                | 3 – 1                                                                   | Svezia                                                                  | Amichevole                                                              | 1                                                                       | 68’                                                                     |
| 13-11-1991                                                              | Bucarest                                                                | Romania                                                                 | 1 – 0                                                                   | Svizzera                                                                | Qual. Euro 1992                                                         | -                                                                       |                                                                         |
| 26-1-1992                                                               | Dubai                                                                   | Emirati Arabi Uniti                                                     | 0 – 2                                                                   | Svizzera                                                                | Amichevole                                                              | -                                                                       |                                                                         |
| 25-3-1992                                                               | Dublino                                                                 | Irlanda                                                                 | 2 – 1                                                                   | Svizzera                                                                | Amichevole                                                              | -                                                                       | 83’                                                                     |
| 28-4-1992                                                               | Berna                                                                   | Svizzera                                                                | 0 – 2                                                                   | Bulgaria                                                                | Amichevole                                                              | -                                                                       |                                                                         |
| 27-5-1992                                                               | Losanna                                                                 | Svizzera                                                                | 2 – 1                                                                   | Francia                                                                 | Amichevole                                                              | -                                                                       |                                                                         |
| 16-8-1992                                                               | Tallinn                                                                 | Estonia                                                                 | 0 – 6                                                                   | Svizzera                                                                | Qual. Mondiali 1994                                                     | 2                                                                       |                                                                         |
| 9-9-1992                                                                | Berna                                                                   | Svizzera                                                                | 3 – 1                                                                   | Scozia                                                                  | Qual. Mondiali 1994                                                     | -                                                                       |                                                                         |
| 14-10-1992                                                              | Cagliari                                                                | Italia                                                                  | 2 – 2                                                                   | Svizzera                                                                | Qual. Mondiali 1994                                                     | 1                                                                       |                                                                         |
| 18-11-1992                                                              | Berna                                                                   | Svizzera                                                                | 3 – 0                                                                   | Malta                                                                   | Qual. Mondiali 1994                                                     | 1                                                                       | 55’                                                                     |
| 31-3-1993                                                               | Zurigo                                                                  | Svizzera                                                                | 1 – 1                                                                   | Portogallo                                                              | Qual. Mondiali 1994                                                     | 1                                                                       | 83’                                                                     |
| 1-5-1993                                                                | Berna                                                                   | Svizzera                                                                | 1 – 0                                                                   | Italia                                                                  | Qual. Mondiali 1994                                                     | -                                                                       |                                                                         |
| 11-8-1993                                                               | Borås                                                                   | Svezia                                                                  | 1 – 2                                                                   | Svizzera                                                                | Amichevole                                                              | -                                                                       |                                                                         |
| 8-9-1993                                                                | Aberdeen                                                                | Scozia                                                                  | 1 – 0                                                                   | Svizzera                                                                | Qual. Mondiali 1994                                                     | -                                                                       |                                                                         |
| 13-10-1993                                                              | Porto                                                                   | Portogallo                                                              | 1 – 0                                                                   | Svizzera                                                                | Qual. Mondiali 1994                                                     | -                                                                       | 81’                                                                     |
| 17-11-1993                                                              | Zurigo                                                                  | Svizzera                                                                | 4 – 0                                                                   | Estonia                                                                 | Qual. Mondiali 1994                                                     | 1                                                                       |                                                                         |
| 20-4-1994                                                               | Zurigo                                                                  | Svizzera                                                                | 3 – 0                                                                   | Rep. Ceca                                                               | Amichevole                                                              | 2                                                                       |                                                                         |
| 27-5-1994                                                               | Basilea                                                                 | Svizzera                                                                | 2 – 0                                                                   | Liechtenstein                                                           | Amichevole                                                              | -                                                                       |                                                                         |
| 3-6-1994                                                                | Roma                                                                    | Italia                                                                  | 1 – 0                                                                   | Svizzera                                                                | Amichevole                                                              | -                                                                       | 78’                                                                     |
| 11-6-1994                                                               | Montréal                                                                | Bolivia                                                                 | 0 – 0                                                                   | Svizzera                                                                | Amichevole                                                              | -                                                                       |                                                                         |
| 18-6-1994                                                               | Pontiac                                                                 | Stati Uniti                                                             | 1 – 1                                                                   | Svizzera                                                                | Mondiali 1994 - 1º turno                                                | -                                                                       |                                                                         |
| 22-6-1994                                                               | Detroit                                                                 | Romania                                                                 | 1 – 4                                                                   | Svizzera                                                                | Mondiali 1994 - 1º turno                                                | 1                                                                       |                                                                         |
| 26-6-1994                                                               | Stanford                                                                | Svizzera                                                                | 0 – 2                                                                   | Colombia                                                                | Mondiali 1994 - 1º turno                                                | -                                                                       |                                                                         |
| 2-7-1994                                                                | Washington                                                              | Spagna                                                                  | 3 – 0                                                                   | Svizzera                                                                | Mondiali 1994 - Ottavi di finale                                        | -                                                                       |                                                                         |
| 6-9-1994                                                                | Sion                                                                    | Svizzera                                                                | 1 – 0                                                                   | Emirati Arabi Uniti                                                     | Amichevole                                                              | -                                                                       | 46’                                                                     |
| 12-10-1994                                                              | Berna                                                                   | Svizzera                                                                | 4 – 2                                                                   | Svezia                                                                  | Qual. Euro 1996                                                         | -                                                                       |                                                                         |
| 16-11-1994                                                              | Losanna                                                                 | Svizzera                                                                | 1 – 0                                                                   | Islanda                                                                 | Qual. Euro 1996                                                         | -                                                                       |                                                                         |
| 8-3-1995                                                                | Atene                                                                   | Grecia                                                                  | 1 – 1                                                                   | Svizzera                                                                | Amichevole                                                              | -                                                                       | 46’                                                                     |
| 13-3-1996                                                               | Lussemburgo                                                             | Lussemburgo                                                             | 1 – 1                                                                   | Svizzera                                                                | Amichevole                                                              | -                                                                       | 61’                                                                     |
| 24-4-1996                                                               | Lugano                                                                  | Svizzera                                                                | 2 – 0                                                                   | Galles                                                                  | Amichevole                                                              | -                                                                       | 63’                                                                     |
| 1-6-1996                                                                | Basilea                                                                 | Svizzera                                                                | 1 – 2                                                                   | Rep. Ceca                                                               | Amichevole                                                              | -                                                                       | 78’                                                                     |
| 8-6-1996                                                                | Londra                                                                  | Inghilterra                                                             | 1 – 1                                                                   | Svizzera                                                                | Euro 1996 - 1º turno                                                    | -                                                                       | 66’                                                                     |
| 13-6-1996                                                               | Birmingham                                                              | Svizzera                                                                | 0 – 2                                                                   | Paesi Bassi                                                             | Euro 1996 - 1º turno                                                    | -                                                                       | 39’                                                                     |
| 18-6-1996                                                               | Birmingham                                                              | Svizzera                                                                | 0 – 1                                                                   | Scozia                                                                  | Euro 1996 - 1º turno                                                    | -                                                                       | 46’                                                                     |
| 31-8-1996                                                               | Baku                                                                    | Azerbaigian                                                             | 1 – 0                                                                   | Svizzera                                                                | Qual. Mondiali 1998                                                     | -                                                                       | 67’                                                                     |
| 6-10-1996                                                               | Helsinki                                                                | Finlandia                                                               | 2 – 3                                                                   | Svizzera                                                                | Qual. Mondiali 1998                                                     | -                                                                       | 88’                                                                     |
| 10-11-1996                                                              | Berna                                                                   | Svizzera                                                                | 0 – 1                                                                   | Norvegia                                                                | Qual. Mondiali 1998                                                     | -                                                                       | 84’                                                                     |
| 2-4-1997                                                                | Lucerna                                                                 | Svizzera                                                                | 1 – 0                                                                   | Lettonia                                                                | Amichevole                                                              | -                                                                       |                                                                         |
| 30-4-1997                                                               | Zurigo                                                                  | Svizzera                                                                | 1 – 0                                                                   | Ungheria                                                                | Qual. Mondiali 1998                                                     | -                                                                       | 73’                                                                     |
| 6-8-1997                                                                | Bratislava                                                              | Slovacchia                                                              | 1 – 0                                                                   | Svizzera                                                                | Amichevole                                                              | -                                                                       |                                                                         |
| 20-8-1997                                                               | Budapest                                                                | Ungheria                                                                | 1 – 1                                                                   | Svizzera                                                                | Qual. Mondiali 1998                                                     | 1                                                                       | 90’                                                                     |
| 6-9-1997                                                                | Losanna                                                                 | Svizzera                                                                | 1 – 2                                                                   | Finlandia                                                               | Qual. Mondiali 1998                                                     | -                                                                       | cap.                                                                    |
| 10-9-1997                                                               | Oslo                                                                    | Norvegia                                                                | 5 – 0                                                                   | Svizzera                                                                | Qual. Mondiali 1998                                                     | -                                                                       | 69’                                                                     |
| 11-10-1997                                                              | Zurigo                                                                  | Svizzera                                                                | 5 – 0                                                                   | Azerbaigian                                                             | Qual. Mondiali 1998                                                     | 1                                                                       | 63’                                                                     |
| 25-3-1998                                                               | Berna                                                                   | Svizzera                                                                | 1 – 1                                                                   | Inghilterra                                                             | Amichevole                                                              | -                                                                       |                                                                         |
| 22-4-1998                                                               | Belfast                                                                 | Irlanda del Nord                                                        | 1 – 0                                                                   | Svizzera                                                                | Amichevole                                                              | -                                                                       | cap. 63’                                                                |
| 6-6-1998                                                                | Basilea                                                                 | Svizzera                                                                | 1 – 1                                                                   | Jugoslavia                                                              | Amichevole                                                              | -                                                                       | cap.                                                                    |
| 2-9-1998                                                                | Niš                                                                     | Jugoslavia                                                              | 1 – 1                                                                   | Svizzera                                                                | Amichevole                                                              | -                                                                       | cap.                                                                    |
| 10-10-1998                                                              | Udine                                                                   | Italia                                                                  | 2 – 0                                                                   | Svizzera                                                                | Qual. Euro 2000                                                         | -                                                                       |                                                                         |
| 14-10-1998                                                              | Zurigo                                                                  | Svizzera                                                                | 1 – 1                                                                   | Danimarca                                                               | Qual. Euro 2000                                                         | 1                                                                       | 40’                                                                     |
| 18-11-1998                                                              | Budapest                                                                | Ungheria                                                                | 2 – 0                                                                   | Svizzera                                                                | Amichevole                                                              | -                                                                       |                                                                         |
| 6-2-1999                                                                | Mascate                                                                 | Slovenia                                                                | 0 – 2                                                                   | Svizzera                                                                | Amichevole                                                              | -                                                                       | 72’                                                                     |
| 10-2-1999                                                               | Mascate                                                                 | Oman                                                                    | 1 – 2                                                                   | Svizzera                                                                | Amichevole                                                              | -                                                                       | 83’                                                                     |
| 10-3-1999                                                               | San Gallo                                                               | Svizzera                                                                | 2 – 4                                                                   | Austria                                                                 | Amichevole                                                              | -                                                                       | 58’                                                                     |
| 27-3-1999                                                               | Minsk                                                                   | Bielorussia                                                             | 0 – 1                                                                   | Svizzera                                                                | Qual. Euro 2000                                                         | -                                                                       |                                                                         |
| 31-3-1999                                                               | Zurigo                                                                  | Svizzera                                                                | 2 – 0                                                                   | Galles                                                                  | Qual. Euro 2000                                                         | 2                                                                       |                                                                         |
| 28-4-1999                                                               | Amarousio                                                               | Grecia                                                                  | 1 – 1                                                                   | Svizzera                                                                | Amichevole                                                              | -                                                                       | 79’                                                                     |
| 9-6-1999                                                                | Losanna                                                                 | Svizzera                                                                | 0 – 0                                                                   | Italia                                                                  | Qual. Euro 2000                                                         | -                                                                       |                                                                         |
| 18-8-1999                                                               | Drnovice                                                                | Rep. Ceca                                                               | 3 – 0                                                                   | Svizzera                                                                | Amichevole                                                              | -                                                                       | 87’                                                                     |
| 4-9-1999                                                                | Copenaghen                                                              | Danimarca                                                               | 2 – 1                                                                   | Svizzera                                                                | Qual. Euro 2000                                                         | -                                                                       |                                                                         |
| 8-9-1999                                                                | Losanna                                                                 | Svizzera                                                                | 2 – 0                                                                   | Bielorussia                                                             | Qual. Euro 2000                                                         | -                                                                       | 63’                                                                     |
| 29-3-2000                                                               | Lugano                                                                  | Svizzera                                                                | 2 – 2                                                                   | Norvegia                                                                | Amichevole                                                              | 1                                                                       |                                                                         |
| 7-10-2000                                                               | Zurigo                                                                  | Svizzera                                                                | 5 – 1                                                                   | Fær Øer                                                                 | Qual. Mondiali 2002                                                     | -                                                                       |                                                                         |
| 11-10-2000                                                              | Lubiana                                                                 | Slovenia                                                                | 2 – 2                                                                   | Svizzera                                                                | Qual. Mondiali 2002                                                     | -                                                                       | 55’                                                                     |
| 28-2-2001                                                               | Larnaca                                                                 | Polonia                                                                 | 4 – 0                                                                   | Svizzera                                                                | Amichevole                                                              | -                                                                       |                                                                         |
| 24-3-2001                                                               | Belgrado                                                                | Jugoslavia                                                              | 1 – 1                                                                   | Svizzera                                                                | Qual. Mondiali 2002                                                     | 1                                                                       | 88’                                                                     |
| 28-3-2001                                                               | Zurigo                                                                  | Svizzera                                                                | 5 – 0                                                                   | Lussemburgo                                                             | Qual. Mondiali 2002                                                     | 1                                                                       | 77’                                                                     |
| 1-9-2001                                                                | Basilea                                                                 | Svizzera                                                                | 1 – 2                                                                   | Jugoslavia                                                              | Qual. Mondiali 2002                                                     | -                                                                       | 75’                                                                     |
| 21-8-2002                                                               | Basilea                                                                 | Svizzera                                                                | 3 – 2                                                                   | Austria                                                                 | Amichevole                                                              | -                                                                       |                                                                         |
| 8-9-2002                                                                | Basilea                                                                 | Svizzera                                                                | 4 – 1                                                                   | Georgia                                                                 | Qual. Euro 2004                                                         | 1                                                                       |                                                                         |
| 12-10-2002                                                              | Tirana                                                                  | Albania                                                                 | 1 – 1                                                                   | Svizzera                                                                | Qual. Euro 2004                                                         | -                                                                       |                                                                         |
| 16-10-2002                                                              | Dublino                                                                 | Irlanda                                                                 | 1 – 2                                                                   | Svizzera                                                                | Qual. Euro 2004                                                         | -                                                                       |                                                                         |
| 12-2-2003                                                               | Nova Gorica                                                             | Slovenia                                                                | 1 – 5                                                                   | Svizzera                                                                | Amichevole                                                              | -                                                                       | 67’                                                                     |
| 2-4-2003                                                                | Tbilisi                                                                 | Georgia                                                                 | 0 – 0                                                                   | Svizzera                                                                | Qual. Euro 2004                                                         | -                                                                       | cap. 4’                                                                 |
| 30-4-2003                                                               | Lancy                                                                   | Svizzera                                                                | 1 – 2                                                                   | Italia                                                                  | Amichevole                                                              | -                                                                       | 69’                                                                     |
| 7-6-2003                                                                | Basilea                                                                 | Svizzera                                                                | 2 – 2                                                                   | Russia                                                                  | Qual. Euro 2004                                                         | -                                                                       |                                                                         |
| 11-6-2003                                                               | Ginevra                                                                 | Svizzera                                                                | 3 – 2                                                                   | Albania                                                                 | Qual. Euro 2004                                                         | -                                                                       |                                                                         |
| 20-8-2003                                                               | Ginevra                                                                 | Svizzera                                                                | 0 – 2                                                                   | Francia                                                                 | Amichevole                                                              | -                                                                       | 46’                                                                     |
| 10-9-2003                                                               | Mosca                                                                   | Russia                                                                  | 4 – 1                                                                   | Svizzera                                                                | Qual. Euro 2004                                                         | -                                                                       |                                                                         |
| 11-10-2003                                                              | Basilea                                                                 | Svizzera                                                                | 2 – 0                                                                   | Irlanda                                                                 | Qual. Euro 2004                                                         | -                                                                       | 69’                                                                     |
| 18-2-2004                                                               | Rabat                                                                   | Marocco                                                                 | 2 – 1                                                                   | Svizzera                                                                | Amichevole                                                              | -                                                                       | 64’                                                                     |
| 31-3-2004                                                               | Candia                                                                  | Grecia                                                                  | 1 – 0                                                                   | Svizzera                                                                | Amichevole                                                              | -                                                                       | 53’                                                                     |
| 28-4-2004                                                               | Ginevra                                                                 | Svizzera                                                                | 2 – 1                                                                   | Slovenia                                                                | Amichevole                                                              | -                                                                       | 81’                                                                     |
| 2-6-2004                                                                | Basilea                                                                 | Svizzera                                                                | 0 – 2                                                                   | Germania                                                                | Amichevole                                                              | -                                                                       | cap. 74’                                                                |
| 6-6-2004                                                                | Basilea                                                                 | Svizzera                                                                | 1 – 0                                                                   | Liechtenstein                                                           | Amichevole                                                              | -                                                                       | 81’                                                                     |
| 13-6-2004                                                               | Leiria                                                                  | Svizzera                                                                | 0 – 0                                                                   | Croazia                                                                 | Euro 2004 - 1º turno                                                    | -                                                                       | 54’                                                                     |
| 17-6-2004                                                               | Coimbra                                                                 | Inghilterra                                                             | 3 – 0                                                                   | Svizzera                                                                | Euro 2004 - 1º turno                                                    | -                                                                       | 46’                                                                     |
| Totale                                                                  |                                                                         | Presenze (7º posto)                                                     | 103                                                                     |                                                                         | Reti                                                                    | 21                                                                      |                                                                         |